# Manuel Jimenes
Manuel Jimenes, född 1808, död 1854, var president i Dominikanska republiken, 8 september 1848-29 maj 1849, efter att först ha varit vicepresident under Tomás Bobadilla, en kort tid 1844 och sedan ha suttit i statssekreterarnas råd 4 augusti-8 september 1848.